# Pohrsdorf

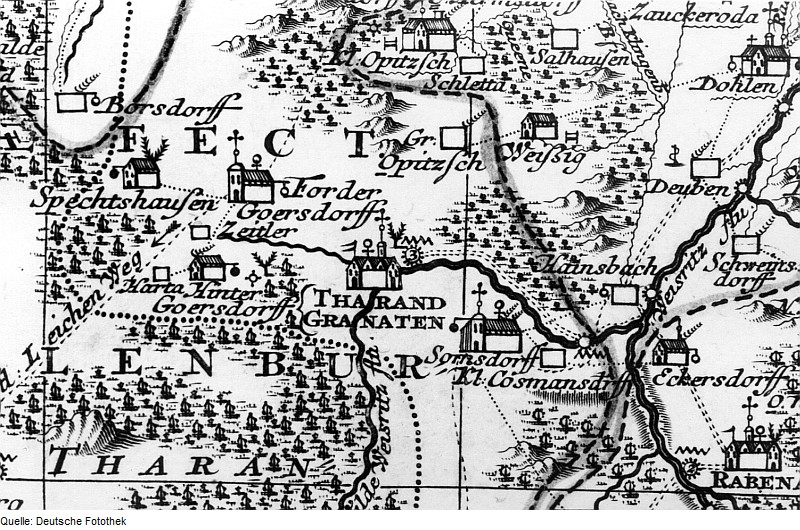
Borsdorff in einer Landkarte aus dem 18. Jh.

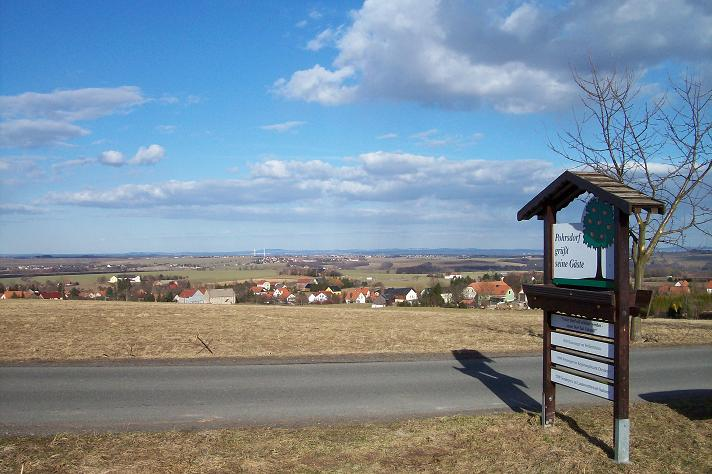
Blick vom Landberg am Tharandter Wald auf den Ort mit Begrüßungstafel

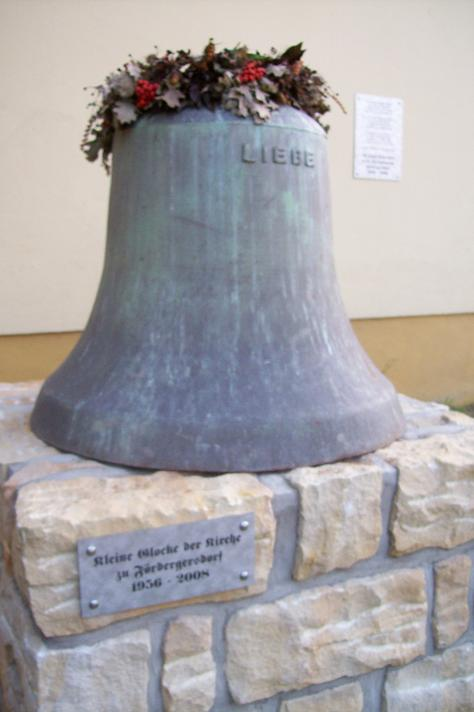
Kleine Glocke der Fördergersdorfer Kirche von 1956 am Spritzenhaus

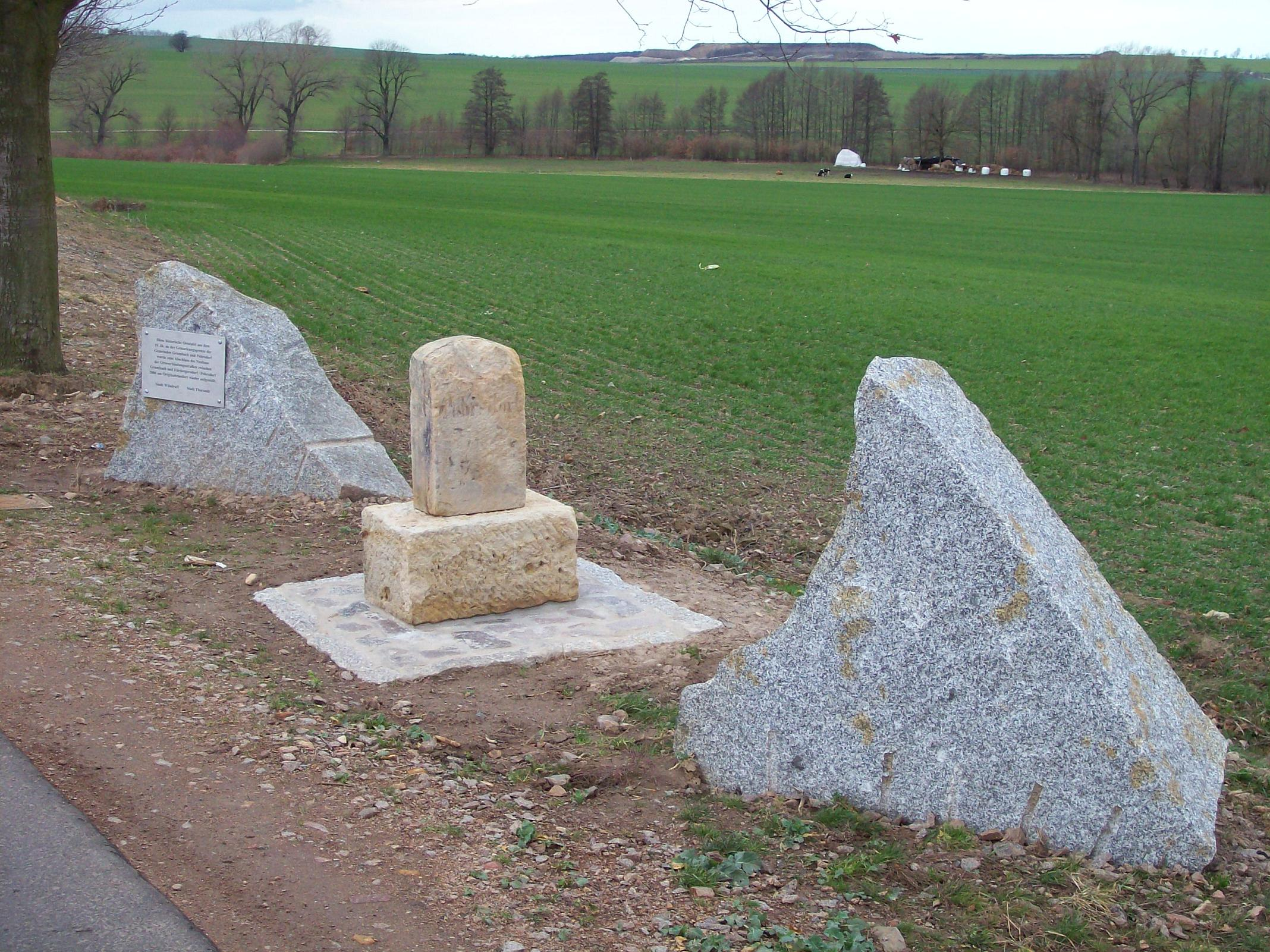
Rekonstruierte Ortstafel an der Straße zwischen Pohrsdorf und Grumbach zur Markierung der Flurgrenze, aufgestellt Ende 19. Jh.

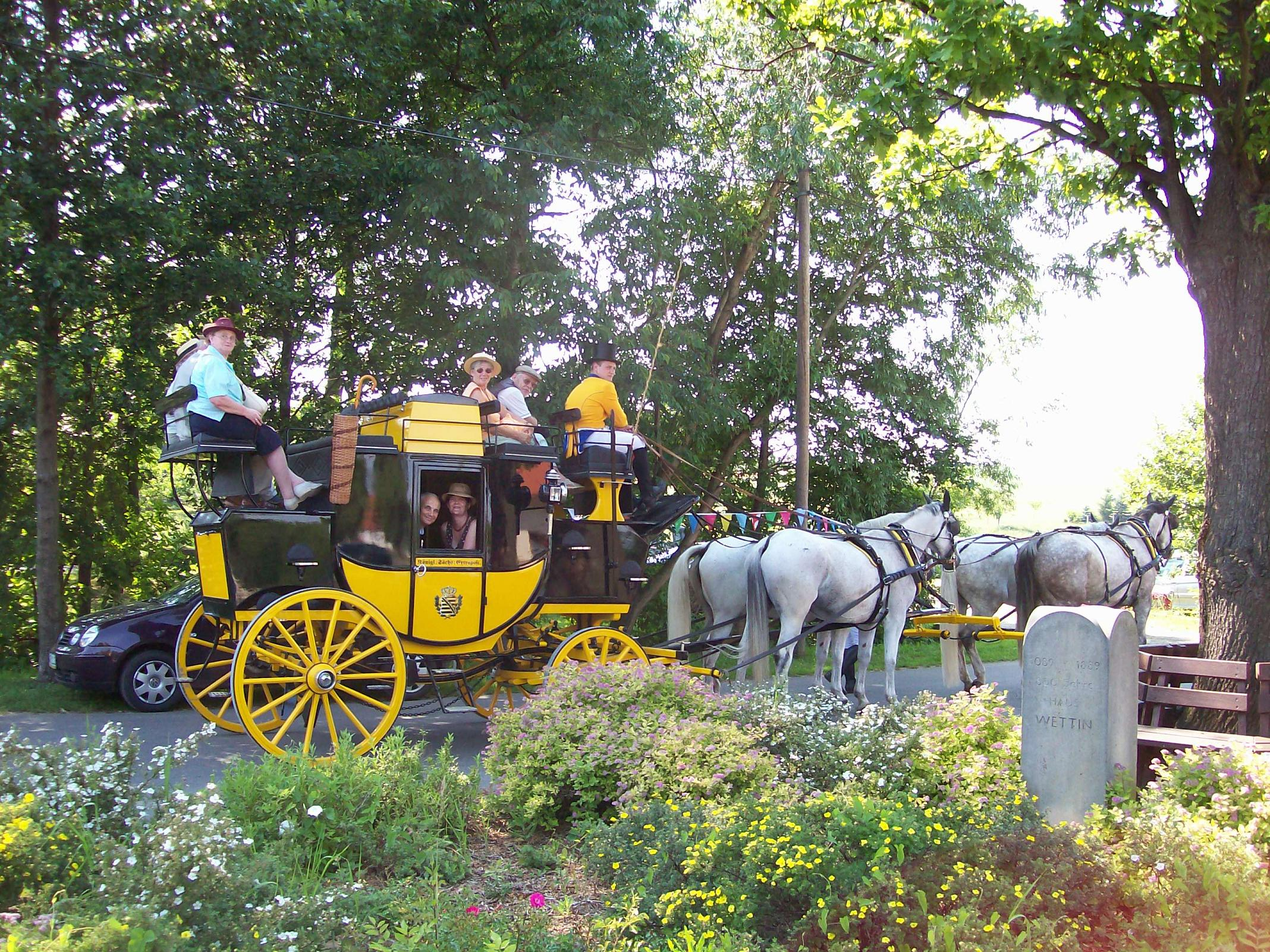
Königlich-sächsische Postkutsche an der Wettineiche in Pohrsdorf

Pohrsdorf ist eine Ortschaft der sächsischen Stadt Tharandt im Landkreis Sächsische Schweiz-Osterzgebirge. Zudem bildet Pohrsdorf einen gleichnamigen Tharandter Ortsteil und befindet sich auf der Gemarkung Pohrsdorf. Partnergemeinde ist seit 1990 Ibach im Schwarzwald.

## Geografie

### Lage
Pohrsdorf liegt nördlich des Tharandter Waldes. Im weiteren Norden von Pohrsdorf verläuft die Bundesstraße 173. Die Bebauung des Ortes geht fast nahtlos in die des angrenzenden Tharandter Ortsteils Fördergersdorf über.

### Nachbarorte
Umliegende Orte Pohrsdorfs sind:
|               | Herzogswalde                                | Grumbach       |
| Grillenburg   | Kompassrose, die auf Nachbargemeinden zeigt |                |
| Spechtshausen |                                             | Fördergersdorf |

## Geschichte
Das Waldhufendorf Pohrsdorf entstand 1215 durch den auf der Burg Tharandt ansässigen Vasallen der Markgrafen von Meißen, Boriwo de Tarant, als Boriwos Dorf, wurde 1349 erstmals urkundlich erwähnt und gehörte 1378 zum Castrum Dresden. Der Ort, eine Ausgründung aus der Flur Grumbach, wurde im 16. Jh. mit der Züchtung des Borsdorfer Apfels in Verbindung gebracht. Dieser Apfelbaum findet sich auch im historischen Ortswappen.
Gepfarrt wurde Pohrsdorf 1539 nach Grumbach. Die Grundherrschaft übte 1551 das Rittergut Wilsdruff aus. Ab 1696 war Pohrsdorf dem Amt Dresden zugehörig. Von 1816 bis 1843 hatte auch das Amt Grillenburg einen Anteil an dem Ort. Im Jahr 1856 ging Pohrsdorf zum Gerichtsamt Tharandt über und 1875 zur Amtshauptmannschaft Dresden.
1959 wurde Pohrsdorf nach Fördergersdorf umgepfarrt. Im Zuge der Kreisreform 1952 wurde Pohrsdorf Teil des Kreises Freital (später Landkreis) und ging 1994 in den neuen Weißeritzkreis über. Am 1. Januar 1999 verlor Pohrsdorf seine Selbstständigkeit und wurde per Gesetz zusammen mit dem Kurort Hartha und Tharandt zur Stadt Tharandt vereinigt. Seitdem besitzt der Ort einen eigenen Ortschaftsrat. 2008 ging Pohrsdorf in den Landkreis Sächsische Schweiz-Osterzgebirge über. Im Dezember 2010 erfolgte die staatliche Anerkennung als Erholungsort, was bis 2023 Bestand hatte.

### Entwicklung der Einwohnerzahl
| Jahr    | Einwohnerzahl                                        |
| ------- | ---------------------------------------------------- |
| 1551    | 18 besessene Mann, 2 Häusler, 20 Inwohner            |
| 1748/64 | 26 besessene Mann, 7 Gärtner, 12 Häusler, 17 ½ Hufen |
| 1834    | 331                                                  |
| 1871    | 409                                                  |

| Jahr | Einwohnerzahl |
| ---- | ------------- |
| 1890 | 423           |
| 1910 | 401           |
| 1925 | 428           |
| 1939 | 415           |

| Jahr | Einwohnerzahl |
| ---- | ------------- |
| 1946 | 540           |
| 1950 | 499           |
| 1964 | 383           |
| 1990 | 322           |
| 2022 | 760           |

## Sehenswürdigkeiten
- Ehemalige Burg Pohrsdorf
- Doppel-Spritzenhaus
- Miniatur-Windmühle Pohrsdorf
- Wettinplatz mit Wettineiche und Gedenkstein
- Kriegerdenkmal Erster Weltkrieg und Zweiter Weltkrieg
- Panzerdenkmal 7. Mai 1945 an der Herzogswalder Straße
- Landschaftsschutzgebiet Tharandter Wald – schönster Wald Sachsens, der u. a. einen Geopark von nationaler Bedeutung darstellt

## Persönlichkeiten
- Paul Leuteritz (1867–1919), Maler und Illustrator, wurde in Pohrsdorf geboren.
- Walter Kaiser (1923–1965), Ingenieur, erster Betriebsleiter (technischer Direktor) des Fernsehkolbenwerkes (FSKW) Friedrichshain (Hersteller der ersten Fernsehbildschirme der DDR), wurde in Pohrsdorf (heute: Dorfstr. 85) geboren.
- Klaus Knabe (1939–2012), Stifter des DDR-Museums Gegen das Vergessen in Pforzheim, wurde in Pohrsdorf geboren.[4]